# Teuchothrips
Teuchothrips är ett släkte av insekter. Teuchothrips ingår i familjen rörtripsar.
Kladogram enligt Catalogue of Life:
| Teuchothrips | \| \| Teuchothrips annulosus \| \| \| \| \| \| Teuchothrips disjunctus \| \| \| \| |
|              | \| \| Teuchothrips annulosus \| \| \| \| \| \| Teuchothrips disjunctus \| \| \| \| |
|              | Teuchothrips annulosus                                                             |
|              |                                                                                    |
|              | Teuchothrips disjunctus                                                            |
|              |                                                                                    |